# Mike Swain
Mike Swain est un judoka américain né le 21 décembre 1960 à Elizabeth (New Jersey).

## Biographie
Il dispute les Jeux olympiques d'été de 1988 à Séoul où il remporte une médaille de bronze.

## Palmarès

### Jeux olympiques
- Jeux olympiques d'été de 1988 à Séoul
  -  Médaille de bronze en -71 kg[1]

### Championnats du monde
- Championnats du monde de judo 1985
  -  Médaille d'argent
- Championnats du monde de judo 1987
  -  Médaille d'or
- Championnats du monde de judo 1989
  -  Médaille d'argent